# Huascaromusca xanthorrhina
Huascaromusca xanthorrhina är en tvåvingeart som beskrevs av Jacques-Marie-Frangile Bigot 1888. Huascaromusca xanthorrhina ingår i släktet Huascaromusca och familjen spyflugor. Inga underarter finns listade i Catalogue of Life.